# Штрек, Хендрик
Хендрик Штрек (Hendrik Streeck; род. 7 августа 1977, Геттинген, Германия) — немецкий эпидемиолог, который специализируется на клинических исследованиях в области ВИЧ. Профессор вирусологии и директор Института вирусологии и исследований в области ВИЧ в Университете Бонна.

## Ранняя жизнь и образование
Штрек изучал медицину в Университете Шарите в Берлине. Затем он начал работать в качестве постдокторанта в Массачусетской общей больнице Института Рагона, Массачусетского технологического института и Гарвардской медицинской школы. Получил докторскую степень в Университете Бонна. По совместительству работал в Центре исследований СПИДа, Массачусетской больнице общего профиля и Гарвардской медицинской школе.

## Карьера
В 2009 году Стрик был назначен инструктором по медицине, а в 2011 году — доцентом Гарвардской медицинской школы. В сентябре 2012 года он был принят на работу в Военную программу исследований ВИЧ-инфекции США в Бетесде, где стал начальником Секции клеточной иммунологии, а также доцентом Университета медицинских наук Университета и вспомогательного факультета Школы общественного здравоохранения Блумберга Университета Джонса Хопкинса. В 2015 году он стал заведующим кафедрой медицинской биологии в Университете Дуйсбург-Эссен и основал Институт исследований ВИЧ в том же году, при сохранении статуса «приглашенного ученого» с американской военной исследовательской программой по ВИЧ.
В 2018 году Штрек был в консультативном совете Немецкого фонда СПИДа (Deutsche AIDS Stiftung). В апреле 2020 года он был назначен министром-президентом Армином Лашеттом из Северного Рейна-Вестфалии в группу экспертов из 12 человек для консультирования по экономическим и социальным последствиям пандемии коронавируса 2020 года в Германии.

### Исследование ВИЧ
Под руководством Штрека Институт исследований ВИЧ работает над несколькими методами профилактики ВИЧ, включая разработку и выполнимость вакцин против ВИЧ, а также профилактику до  контакта (PrEP). Особое внимание при разработке вакцины против ВИЧ-инфекции уделяется пониманию того, как клетки T-фолликулярного хелпера (Tfh) могут стимулировать ответы защитных антител во время реакции герминативного центра. Дальнейшие направления исследований института включают понимание того, почему некоторые сопутствующие заболевания, такие как рак или сердечно-сосудистые заболевания, являются более склонными к развитию при хронической ВИЧ-инфекции, и могут ли быть разработаны стратегии для подавления вирусных нагрузок ВИЧ в отсутствие антиретровирусной терапии. Некоторые из этих исследований проводятся в Мапуту, Мозамбик, где он руководит программой PhD в Национальном институте Саудовской Аравии с целью подготовки и удержания молодых ученых-медиков.

### Исследование ИППП
Штрек активно исследует эпидемиологию, новые способы профилактики и лечения других инфекций, передаваемых половым путем (ИППП). В настоящее время он проводит крупнейшее систематическое исследование по ИППП в Германии (исследование BRAHMS), целью которого является понять, кто заражается ИППП.
В январе 2019 года исследование BRAHMS было распространено на Францию, Италию, Испанию, Польшу и Венгрию под названием STIPnet. Параллельно планируется создание европейской сети профилактики ВИЧ и ИППП Он был назначен сопредседателем Международной конференции по СПИДу IAS 2021 в Берлине.

### Коронавирусные исследования
В начале апреля 2020 года Штрeк и его команда сообщили со ссылкой на свое исследование COVID-19 Case-Cluster-Cluster, что они «провели интенсивный поиск в доме семьи, зараженной коронавирусом, но не обнаружили его следов на поверхностях».

## Награды
- 2015 — 15 адвокатов по вопросам ВИЧ в 2015 году[21]
- 2014 — Журнал People «Самый сексуальный ученый» 2014[22]
- 2011 — Премия для молодых исследователей, Совместное открытие вакцины против СПИДа (CAVD), Фонд Билла и Мелинды Гейтс
- 2010 — Премия для молодых исследователей, 17-й CROI, Сан-Франциско, Калифорния
- 2009 — Немецкая премия в области борьбы со СПИДом (раз в два года) (DAIG-Award)
- 2009 — Премия для новых исследователей, Конференция по вакцинам против СПИДа, Париж, 2009
- 2009 — Премия для новых исследователей, 16-й CROI, Монреаль, Канада
- 2008 — Премия для молодых исследователей, Всемирная конференция по СПИДу, Мехико, 2008
- 2008 — Премия для новых исследователей, Конференция по вакцинам против СПИДа, Кейптаун, 2008
- 2008 — NIH Scholarship 2008, HIV-Vaccine, Keystone, Banff, 2008
- 2008 — Премия для молодых исследователей, 15-й CROI, Бостон, Массачусетс
- 2007 — Премия для молодых исследователей, 14-й CROI, Лос-Анджелес, Калифорния
- 2006 — Премия для молодых исследователей, 13-й CROI, Денвер, CO
- 2006 — премия для молодых исследователей, Всемирная конференция по СПИДу, Торонто, 2006.
- 2005 — Премия для молодых исследователей, ВИЧ-патогенез, Keystone, Banff, 2005

## Членство в ассоциациях
- Американское общество микробиологии (ASM)
- Американская ассоциация иммунологов (AAI)
- Немецкая ассоциация университетских профессоров (Deutscher Hochschulverband)

## Печатные работы

### Книги / Главы
- Х. Стрик, Г. Альтер: «Иммунный ответ на вирусные инфекции». В кн.: Д. Д. Ричман, Дж. Уитли, Ф. Г. Хейден: Клиническая вирусология. 4. издание. ASM Press, 2016, ISBN 978-1-55581-942-2
- H. Streeck: Bug Attack (Приключения Дэмиена, ячейка CD4 и его друзья). Группа 1, ISBN 1-5052-4534-6. (детская книга, возраст 3-6 лет, английский)

### Избранные публикации
- Б. Т. Шульц, А. Ф. Остер, Ф. Писсани, Дж. Э. Тейглер, Г. Краниас, Г. Альтер, М. Марович, М. А. Эллер, У. Дитмер, М. Л. Робб, Дж. Х. Ким, Н. Л. Майкл, Д. Болтон, Х. Стрик: " Циркулирующие ВИЧ-специфические интерлейкины-21 + CD4 + T-клетки представляют периферические Tfh-клетки с антиген-зависимыми вспомогательными функциями. " В: Иммунитет. 2016.
- Ф. Писсани, Х. Стрик: «Новые концепции динамики Т-фолликулярных клеток-помощников при ВИЧ-инфекции» В кн.: Тенденции в иммунологии. 35 (6), июнь 2014 г., с. 278—286.
- С. Ранасингхе, С. Катлер, И. Дэвис, Р. Лу, Д. З. Согоян, Ю. Ци, Дж. Сидни, Г. Краниас, М. Д. Фландрия, М. Линдквист, Б. Куль, Г. Альтер, С. Г. Дикс, Б. Д. Уокер, Х. Гао, А. Сетте, М. Каррингтон, Х. Стрик: «Ассоциация HLA-DRB1-ограниченных ответов CD4⁺T-клеток с иммунным контролем ВИЧ». В кн. : Природная медицина. 19 (7), июль 2013 г., с. 930—933.
- М. Линдквист, Дж. Ван Лунзен, Д. З. Согоян, Б. Д. Куль, С. Ранасингхе, Г. Краниас, М. Д. Фландерс, С. Катлер, Н. Юданин, М. И. Мюллер, И. Дэвис, Д. Фарбер, П. Хартен, Ф. Haag, G. Alter, J. Schulze zur Wiesch, H. Streeck: «Экспансия ВИЧ-специфических Т-фолликулярных хелперных клеток при хронической ВИЧ-инфекции» В: журнал клинических исследований. 122 (9), 4. Сентябрь 2012 г., с. 3271-3280.
- М. Ф. Шевалье, Б. Юлг, А. Пио, М. Фландерс, С. Ранасингхе, Д. З. Согоян, Д. С. Квон, Дж. Рихерт, Дж. Лиан, М. И. Мюллер, С. Катлер, Э. Макэндрю, Х. Йессен, Ф. Перейра, Е. С. Розенберг, М. Альтфельд, Б. Д. Уокер, Х. Стрик: «ВИЧ-1-специфические ответы интерлейкина-21 + CD4 + Т-клеток способствуют прочному вирусному контролю посредством модуляции функции ВИЧ-специфических CD8 + Т-клеток». В кн. : Журнал вирусологии. 85 (2), январь 2011 г., с. 733—741.
- Х. Стрик, Б. Ли, А. Ф. Пун, А. Шнейдвинд, А. Д. Гладден, К. А. Пауэр, Д. Даскалакис, С. Базнер, Р. Зунига, С. Брандер, Е. С. Розенберг, С. Д. Фрост, М. Альтфельд, Т. М. Аллен: «Иммунно-управляемая рекомбинация и потеря контроля после суперинфекции ВИЧ»: журнал экспериментальной медицины. 205 (8), 4. Авг 2008, с. 1789—1796.